# Орлец (город)
Орлец — средневековый русский город в Заволочье, существовавший в XV веке. Располагался на левом берегу реки Северной Двины в 125 км от Архангельска и в 33 км от села Холмогоры вверх по течению реки. В наши дни Орлецкое городище находится на территории Матигорского сельского поселения в Холмогорском районе Архангельской области.

## История

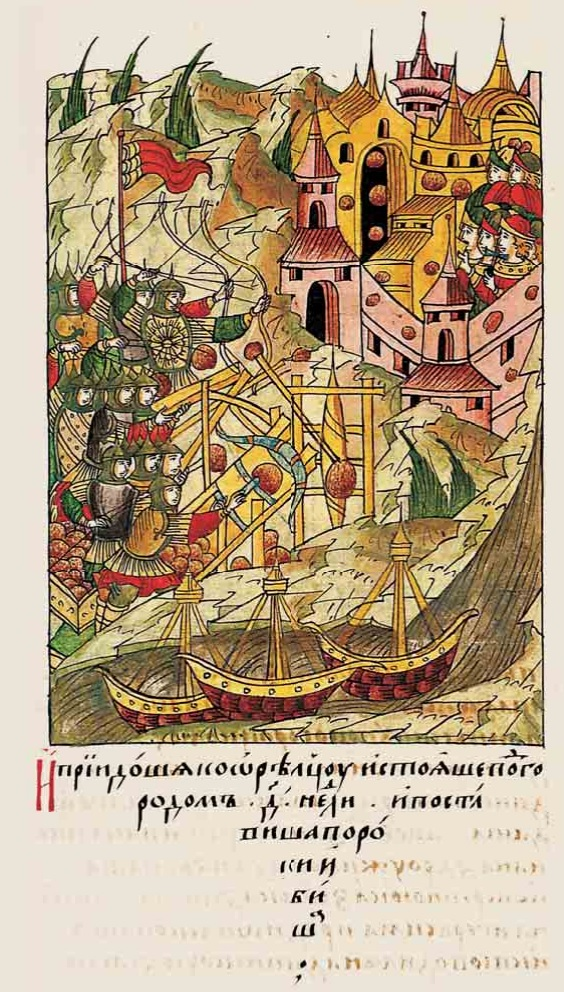
Осада Орлеца новгородцами в 1398 году

Согласно летописи, Орлец был основан в 1342 году как частновладельческая каменная крепость Лукой Варфоломеевым — сыном новгородского посадника Варфоломея Юрьевича. За короткое время Орлец стал не только военным, но и торгово-ремесленным центром региона, приобрёл вид типичного русского средневекового города. Имел каменный детинец и окольный город (посад), обнесённый земляным валом с идущей по верху бревенчатой стеной. На территории кремля располагались административные здания, двор воеводы и церковь. Посад был местом поселения торговцев и ремесленников. Орлец упоминается в летописном «Списке русских городов дальних и ближних».
В 1397 году жители Орлеца добровольно перешли под власть московского князя, что вызвало резкое недовольство Новгорода. Летом 1398 года большое новгородское войско численностью около восьми тысяч человек осадило мятежный город и после месячного «облежания» принудило его к сдаче. Орлецкий воевода и некоторые бояре, уличённые в симпатиях к Москве, были отправлены на расправу в метрополию, остальных жителей добровольно или по принуждению привели к присяге на верность Новгороду. Однако сам город это не спасло: очевидно, из-за опасения повторной измены Орлец был разрушен. Со временем местоположение города было утеряно, и память о нём сохранялась только в виде топонима определённой территории — «Орлецы». Позже здесь возникли две деревни — Верхние и Нижние Орлецы, также просуществовавшие определённое время. В настоящее время на месте города располагается почти заброшенная деревня Орлецы. Современный посёлок Орлецы находится на противоположном (правом) берегу реки.

## Городище
В середине 1860-х годов заброшенное городище обнаружил, идентифицировал и исследовал архангельский любитель старины А. Г. Тышинский. В 1869 году о своей находке он сообщил участникам 1-го Русского археологического съезда, однако изучение памятника практически не велось. Только в 1959 году городище было осмотрено сотрудниками Архангельского областного краеведческого музея, а в 1970—1971 и 1985 годах на нём были проведены археологические раскопки.
Орлецкое городище имеет форму трапеции с закруглёнными углами, его южная сторона несколько превышает по длине северную. С южной и восточной сторон Орлец, располагавшийся на мысе, был надёжно защищён рекой и высокими береговыми обрывами, поэтому укрепления здесь предположительно избыточны и отсутствовали. Орлец имел типичное для древнерусских городов членение на детинец, окольный город и посад. Детинец находился на самой оконечности мыса, его площадь составляла 100×190 м. С напольных северной и западной сторон его обрамлял окольный город, отделённый от детинца валом высотой 2,5—3 м. С внешней стороны окольный город был укреплён системой оборонительных сооружений, которая была наиболее массированной с юго-западной стороны, где отсутствуют естественные препятствия.
Орлецкий детинец был белокаменным кремлём, построенным из добывавшегося по соседству известняка. Общая протяжённость сохранившихся участков каменной стены составляет 300 м. Была обнаружена четырёхугольная в
плане каменная проезжая башня с двумя парами пилонов. Построенный в 1342 году кремль являлся шестой по счёту каменной крепостью севера Руси после Староладожской крепости, Новгородского детинца, Псковского Крома, Изборской крепости и Копорья